# SN 2007ud
SN 2007ud – supernowa typu Ia odkryta 7 listopada 2007 roku w galaktyce A023013-0915. Jej jasność pozostaje nieznana.